# José Barinaga
José Barinaga Mata (Valladolid, 2 de mayo de 1890-Madrid, 14 de junio de 1965) fue un matemático español.

## Biografía
Realizó sus estudios de primaria y secundaria en Salamanca, donde su padre trabajaba como fiscal. El bachillerato lo cursó entre 1900 y 1906 en el Instituto Fray Luis de León, al mismo tiempo estudió música en la Escuela de Nobles y Bellas Artes de San Eloy. Sus estudios universitarios los cursó en Madrid, en la Universidad Central de Madrid, sacando su licenciatura en 1926. Posteriormente realizó un doctorado y defendió su tesis en 1929 ganando el primer premio extraordinario.
En 1927 comenzó a trabajar como auxiliar de análisis matemático 2º en la Universidad Central y en 1930 es nombrado titular de la Cátedra de análisis matemático en la Universidad de Barcelona y ya en 1931 ganó la cátedra de Análisis Matemático en la Universidad Central de Madrid.
Barinaga presidió en 1937 la Sociedad Matemática Española, donde su participación fue intensiva al mismo tiempo que en el Laboratorio y Seminario Matemático. Pero, la Guerra Civil perturbó el crecimiento e investigaciones de Barinaga.